# Diagnostische Kriterien für Craniomandibuläre Dysfunktion
Diagnostische Kriterien für Craniomandibuläre Dysfunktion (englisch Diagnostic Criteria for Temporomandibular Disorders, kurz DC/TMD) sind ein 2014 entwickelter zahnmedizinischer Leitfaden zum Diagnostizieren der Krankheit „Craniomandibuläre Dysfunktion“. Der Leitfaden beruht auf vielen wissenschaftlichen Studien und soll die Diagnosestellung international vereinheitlichen.
Die „DC/TMD“ sind der Nachfolger der 1992 erstmals veröffentlichten und mittlerweile im Forschungsbereich als Quasi-Standard etablierten „Research Diagnostic Criteria for Temporomandibular Disorders (RDC/TMD)“.

## Inhalt
Die Untersuchung gemäß DC/TMD besteht aus zwei Komponenten, welche als Achsen bezeichnet werden. Die Achse I enthält klinische Befunde (Untersuchungsbogen) und zugehörige anamnestische Informationen (Symptomfragebogen). Mittels eines Flussdiagramms kann aus einer Kombination der Informationen aus den Untersuchungs- und Symptomfragebögen die Diagnose gebildet werden. Für die deutsche Version der DC/TMD ist ein Instruktionsvideo verfügbar, in welchem die Untersuchungstechniken und das Ausfüllen des Untersuchungsbogens erläutert werden. Die Achse II enthält psychosoziale Informationen. Dazu gehören die Erfassung des Grades der Schmerzchronifizierung, psychosozialer Beeinträchtigungen mittels Gesundheitsfragebögen, aber auch funktioneller Einschränkungen.

## Geschichte
In einem gemeinsamen Projekt der Universitäten Heidelberg und der Universität Leipzig, mit finanzieller Unterstützung durch die Deutsche Gesellschaft für Zahn-, Mund- und Kieferheilkunde (DGZMK) wurden diese Kriterien kulturadäquat in die deutsche Sprache übersetzt. Diese Übersetzung wurde 2019 durch das zuständige Konsortium (International Network for Orofacial Pain and Related Disorders Methodology - INfORM) bestätigt.

## Mögliche Diagnosen nach DC/TMD-Algorithmus
- Myalgie
  - Lokale Myalgie
  - Myofaszialer Schmerz mit ausbreitendem Schmerz
  - Myofaszialer Schmerz mit übertragenem Schmerz

- Arthralgie

- CMD-assoziierter Kopfschmerz

- Diskusverlagerungen
  - mit Reposition
  - mit Reposition mit intermittierender Kieferklemme
  - ohne Reposition mit eingeschränkter Kieferöffnung
  - ohne Reposition ohne eingeschränkter Kieferöffnung

- Degenerative Gelenkerkrankung

- Kieferluxation

Es existiert eine erweiterte Taxonomie, in welcher jedoch bislang nicht alle Diagnosen mit Algorithmen hinterlegt werden konnten.